# Смит, Кристен
Кристен Смит (норв. Christen Smith; 17 октября 1785 — 22 сентября 1816) — норвежский врач и ботаник, известный своими исследованиями флоры Канарских островов и реки Конго.

## Биография
Кристен Смит родился в деревне Скогер в Норвегии 17 октября 1785 года. Учился на врача в Университете Кристиании у профессора Мартина Валя. Вместе с Й. В. Хорнеманом путешествовал по Норвегии, собирая образцы растений для книги Flora Danica.
В 1808 году Смит окончил Университет Кристиании и стал работать врачом.
В 1814 году он был назначен профессором ботаники и экономики в Университете. Однако он не преподавал в университете, так как после назначения продолжил активно путешествовать.
В 1815 году Кристен Смит и немецкий геолог Леопольд фон Бух отправились на экспедицию на Канарские острова и Мадейру. Экспедиция привезла в Европу около 600 образцов растений, из которых примерно 50 видов, в том числе сосна канарская, ранее не были известны науке.
В 1816 году Смит был приглашён Лондонским королевским обществом на экспедицию HMS Congo по реке Конго под командованием Дж. Х. Таки. Целью экспедиции было узнать, связана ли Конго с рекой Нигер. Однако из-за нехватки запасов еды после прохождения 450 км по реке она была вынуждена повернуть вниз по Конго. Во время возвращения Смит и ещё несколько членов экспедиции заболели лихорадкой (вероятно, жёлтой лихорадкой).
Кристен Смит скончался 22 сентября 1816 года, капитан Таки умер 4 октября, уже после возвращения на корабль. Около 250 видов, описанных Смитом в дневнике, ранее не были известны и были впоследствии описаны другими ботаниками как новые.

## Некоторые научные работы
- Smith, C. (1819). Dagbok paa en Reise til Congo i Afrika. 164 p.

## Роды, названные в честь К. Смита
- Christiana DC., 1824